# نيو سكويك (لغة برمجة)
لغة «صَرِيْر» (بالإنكليزيَّة: Squeak) وَخليفتها «صرير جديد» (بالإنكليزيَّة: Newsqueak)، هي لغات برمجة متلاقية لكتابة برمجيات تطبيقية ذات واجهات مستخدم رسومية. لقد صُمِّمَت لغة صرير من قِبَل لوقا كارديلي وًروب بايك في مختبرات بل في النصف الأول من الثمانينات؛ وقد طورت لغة صرير جديد من قِبَل روب بايك. وسوِّقت اللّغتان كـ«لغة للتواصل مع فأرة الحاسوب»: كان هدفها الرئيسيّ هو نمذجة الطبيعة المتلاقية لبرامج تتفاعل مع العديد من آلات الإدخال، مثل لوحة المفاتيح وَالفأرة.
لقد تأثَّرت دلالات ونحويَّة لغة صرير جديد بلغة سي، لكن استلهمت مسعاها إلى التلاقِ من العمليات المتسلسلة المتواصلة لِـطوني هور. لكن في صرير جديد، تعتبر القنوات كائنات درجة أولى، ذات نشوء عمليات ديناميكي ونشوء قنوات ديناميكي.
طُوِّرَت لغة صرير جديد من لغة أقدم وأصغر هي لغة صرير(لا تخلطها مع صرير) المنفذة من قِبَل سمول توك). ولقد طورت من قِبَل لوقا كارديلي وروب بايك كلغة لتنفيذ واجهات مستخدم رسومية.
ولقد طُوِّرَت فكرة لغة صرير جديد في لغات البرمجة: ألف، ليمبو، غو.

## روابط خارجيّة
- Bell Labs and CSP Threads
- Advanced Topics in Programming Languages: Concurrency/message passing Newsqueak